# 黒崎真音
黒崎 真音（くろさき まおん、1988年〈昭和63年〉1月13日 -  2023年〈令和5年〉2月16日）は、日本の女性歌手。東京都出身。ALTIMA、ALICesのメンバー。所属芸能事務所はART ONE Entertainment。所属レコードレーベルはNBCユニバーサル。血液型はA型。公式ファンクラブは「クロサキ★ファミリア」。愛称は「ヲ嬢」。

## 略歴
2006年秋頃より東京・吉祥寺を中心にユニットでライブ活動を開始。2008年1月から秋葉原ディアステージにてソロ活動を本格的に開始。ディアステージで活動中、冨田明宏（現プロデューサー）にその才能を見出され、黒崎真音としてデビューの緒を掴む。2010年にテレビアニメ『学園黙示録 HIGHSCHOOL OF THE DEAD』のエンディングテーマを収録したアルバム『H.O.T.D.』でメジャーデビュー。
テレビアニメ『とある魔術の禁書目録II』ではエンディングテーマを2クールにわたって担当し、前期エンディングテーマ「Magic∞world」がファーストシングルとなった。
2011年3月5日に行われたメジャーデビュー後初のワンマンライブ「MAON KUROSAKI LIVE 2011 SPRING〜MEMORIES FIRST〜」のチケットは、発売から8分で完売した。
2011年7月1日 - 4日には、ロサンゼルス・コンベンション・センターで開催された"アニメ・エキスポ2011"にゲスト出演した。
『Animelo Summer Live 2011 rainbow』の記者会見に登場し、デビュー1年目にして初出場を正式発表。その後、『Animelo Summer Live 2019 -STORY-』まで9年連続出場を果たした。
2011年の『Animelo Summer Live』で、シークレットゲストとしてm.o.v.eのmotsu、fripSideの八木沼悟志と共にALTIMAで登場。ユニットとしての活動もスタートさせ、テレビアニメ『灼眼のシャナIII-FINAL-』のエンディングテーマを2期にわたって担当し、2012年はテレビアニメ『アクセル・ワールド』のオープニングテーマを担当した。
2012年2月、公式ホームページやブログで所属事務所をモエ・ジャパンから一二三に移籍することが発表された。
2012年6月には、マレーシアで行われた『AFA MY』にて自身初となるアジアLIVEを実現。
2012年夏季のテレビアニメ『薄桜鬼 黎明録』の主題歌「黎鳴 -reimei-」で、自身初となるアニメのオープニングテーマを担当。同年冬季にはテレビアニメ『ヨルムンガンド PERFECT ORDER』でもオープニングテーマ「UNDER/SHAFT」を担当している。
2012年7月18日に発売されたPSP専用ソフト『十鬼の絆 〜関ヶ原奇譚〜』の主題歌集『悠久ノ謳』にて、レーベルの後輩であるRayに自身初となる歌詞提供を行った。
2012年10月14日には、デビュー2周年を記念したワンマンライブ『MAON KUROSAKI LIVE 2012 FALL〜2nd Anniversary〜』をSHIBUYA-AXで開催。
2013年6月30日には上海で石川智晶とのジョイントライブを開催し、政治的な問題から中国におけるアニソンライブが長らく行われていなかった背景を受け、「長かったアニソンライブ氷河期の終わりがついに見え始めた」と中国メディアに取り上げられた。
2013年11月6日にはテレビアニメ『東京レイヴンズ』のオープニングテーマ「X-encounter」を発売。黒崎にとっては、『東京レイヴンズ』が初めて第1期からオープニングテーマを担当したアニメとなった。
2014年4月27日、幕張メッセ国際展示場で開催された『ニコニコ超会議3』内で実施された音楽ライブイベント『超音楽祭2014 〜超会議3〜』にI'veのゲストボーカルとして出演。
2016年11月23日にテレビアニメ『ドリフターズ』のエンディングテーマ「VERMILLION」をリリース。この曲のサウンドプロデュースを、LUNA SEA、X JAPANのギタリストであるSUGIZOが行い、レコーディングのドラムを、LUNA SEAのドラマー真矢が担当する。
2019年9月、神田沙也加と音楽ユニット「ALICes（アリセス）」を結成。
2021年9月18日、配信ライブの最中に倒れ、急遽ライブ配信を中断。その後搬送された病院にて硬膜外血腫と診断され、そのまま緊急手術を受けた。手術は成功し、容態も安定。しかし回復に向けて最低でも2か月以上の療養期間が必要なため、当面の間、活動を休止することが19日に発表された。これに伴い、9月25日に北海道・PLANTで開催されるイベント「Appearance Vol.1 in 札幌」、および、10月8日に東京・草月ホールで開幕するミュージカル『悪ノ娘』への出演がキャンセルされた。『悪ノ娘』の代役は佐咲紗花が務める。
2021年12月18日、「ALICes」のパートナーである神田沙也加が、札幌市のホテルで転落して急逝。
2022年5月14日、一二三との契約を終了しART ONE Entertainmentに移籍したことを発表。同年7月31日にはフルバンド形式では3年半ぶり、休業からは約10か月ぶりとなる復活ライブを開催した。
2023年2月28日、同月16日に持病の悪化により亡くなったことが所属事務所より発表された。35歳没。活動中での急逝に様々な分野から惜しむ声が上げられた。

## 人物
「ヲ嬢」という愛称の由来は、「オタクなお嬢様だから」。レギュラーパーソナリティーを務めるA&G ARTIST ZONE 2hから生まれた。
自身のブログ「日刊クロサキ」は、文章の最後に"Maon@"と何か一言付けて終わる。
ONE OK ROCKのファンであり、ライブにも足を運んでいる。
アニソンシンガーを目指したきっかけは栗林みな実のステージを見た衝撃からだとインタビューで語っている。なお、2011年に行われた『Animelo Summer Live』では、栗林みな実の呼び込みで黒崎がステージに登場。黒崎は目を潤ませながら、2人で「翼はPleasure Line」をデュエットした。その後、2012年10月6日に行われた筑波大学の学園祭で、栗林みな実とのジョイントライブが実現した。
好きな音楽はエヴァネッセンスやウィズイン・テンプテーションのようなゴシック・メタル系だとインタビューで答えている。
音楽的な趣味などが共通している喜多村英梨と親しく、ラジオなどでかねてから共演を切望していたが、2013年に開催された『ANIMAX MUSIX 2013』で2人のコラボレーションが実現。林原めぐみの「Give a reason」をデュエットでカバーした。
レーベルの先輩である川田まみとは公私に亘り親しく、「X-encounter」の作詞に行き詰った際はアドバイスを受けたことをブログで明かしている。
川田まみとの間には「snap out of it!」というデュエット曲があり、アルバム『とある魔術の楽曲目録』に『とある魔術の禁書目録』のイメージソングとして収録されている。
その他にも親しい存在として、藍井エイル、佐咲紗花、KOTOKOの名前がお互いのブログなどで登場する。藍井エイルとは台湾で、佐咲紗花とKOTOKOとは学園祭でそれぞれジョイント・ライブを開催。特にKOTOKOは黒崎に「LOVE◯JETCOASTER」で歌詞提供をするなど、デビューした当時から彼女のことを気にかけており、黒崎もKOTOKOが憧れの先輩であると語っている。
好きな食べ物はお茶、日本蕎麦、梅干しなど。
世界各国でも活発に活動を行なっており、これまでにアメリカ（ロサンゼルス）、マレーシア、中国（上海、広州、香港）、台湾（台北）、タイ（バンコク）、ALTIMAとしてオランダ（ハーグ）、アメリカボルチモアでライブを披露している。
イメージカラーは紫。サイリューム、ペンライトも紫を推奨している。
乙女ゲームユーザーであることを公言しており、またイラストを描くことを得意としており、自身のツイッター、ファンクラブサイトなどで披露している。
宝塚歌劇団の観劇を趣味としていることをツイッターやブログで発言しており、同じ趣味を持つ南里侑香や田村ゆかりと宝塚について会話を交わしていることがブログで確認できる。
旧ケータイ専用ファンクラブサイト「くろさき家!」が閉鎖され、2013年7月からPC、スマートフォンに対応した新しいファンクラブ「クロサキ★ファミリア」を開設した。
大の新日本プロレスファンでもある。
生前、黒崎は、俳優の間瀬翔太と、互いの病気について語り合う仲であった。間瀬は10万人に1人の難病「脳動静脈奇形」を患っていることを公表しているが、共通の友人を介して、手術痕など、さまざまな悩みについて相談していたという。

## ディスコグラフィ

### シングル
|            | 発売日         | タイトル                                  | 規格品番                             | 規格品番  | 規格品番  | オリコン 最高位 |
| 初回限定盤 | 発売日         | タイトル                                  | アニメ盤                             | 通常盤    |           | オリコン 最高位 |
| ---------- | -------------- | ----------------------------------------- | ------------------------------------ | --------- | --------- | --------------- |
| 1st        | 2010年11月24日 | Magic∞world                               | GNCA-0183                            |           | GNCA-0184 | 20位            |
| 2nd        | 2011年3月2日   | メモリーズ・ラスト                        | GNCA-0185                            | GNCA-0186 | 14位      |                 |
| 3rd        | 2012年5月9日   | HELL:ium                                  | GNCA-0237                            |           | 61位      |                 |
| 4th        | 2012年8月8日   | 黎鳴 -reimei-                             | GNCA-0242                            | GNCA-0243 | 40位      |                 |
| 5th        | 2012年10月17日 | UNDER/SHAFT                               | GNCA-0245                            | GNCA-0246 | 36位      |                 |
| 6th        | 2013年11月6日  | X-encounter                               | GNCA-0312 (CD+BD) GNCA-0313 (CD+DVD) | GNCA-0314 | 13位      |                 |
| 7th        | 2014年10月15日 | 楽園の翼                                  | GNCA-0350                            | GNCA-0351 | GNCA-0352 | 16位            |
| 8th        | 2015年5月13日  | 刹那の果実                                | GNCA-0374                            | GNCA-0375 | GNCA-0376 | 21位            |
| 9th        | 2015年8月19日  | ハーモナイズ・クローバー ／アフターグロウ | GNCA-0396                            |           | GNCA-0397 | 36位            |
| 10th       | 2016年8月17日  | DEAD OR LIE（feat.TRUSTRICK）             | GNCA-0433                            | GNCA-0434 | GNCA-0435 | 27位            |
| 11th       | 2016年11月23日 | VERMILLION                                | GNCA-0436                            |           | GNCA-0437 | 44位            |
| 企画       | 2017年3月22日  | Last Desire/Ignis Memory                  |                                      | KSLA-129  | 29位      |                 |
| 12th       | 2018年5月9日   | décadence -デカダンス-                    | GNCA-0507                            | GNCA-0438 | 39位      |                 |
| 13th       | 2018年11月21日 | Gravitation                               | GNCA-0545                            | GNCA-0546 | GNCA-0547 | 29位            |
| 14th       | 2019年3月6日   | ROAR                                      | GNCA-0560                            | GNCA-0561 | GNCA-0562 | 32位            |
| 15th       | 2019年3月13日  | 幻想の輪舞                                | GNCA-0563                            |           | GNCA-0564 | 39位            |
| 16th       | 2020年11月18日 | 君を救えるなら僕は何にでもなる            | GNCA-0627                            | GNCA-0628 | 34位      |                 |
| 17th       | 2021年12月24日 | 春愁詠-Beautiful world-                   |                                      | GNCA-0653 | 110位     |                 |
| 18th       | 2022年11月16日 | more＜STRONGLY                            |                                      | GNCA-0680 | 65位      |                 |

### アルバム
|            | 発売日         | タイトル                            | 規格品番                             | 規格品番  | オリコン 最高位 |
| 初回限定盤 | 発売日         | タイトル                            | 通常盤                               |           | オリコン 最高位 |
| ---------- | -------------- | ----------------------------------- | ------------------------------------ | --------- | --------------- |
| デビュー   | 2010年9月22日  | H.O.T.D.                            |                                      | GNCA-1260 | 25位            |
| ミニ       | 2011年8月10日  | 五色詠-Immortal Lovers-             | GNCA-1305                            | 51位      |                 |
| 1st        | 2011年11月30日 | Butterfly Effect                    | GNCA-1316                            | GNCA-1317 | 43位            |
| 2nd        | 2013年4月10日  | VERTICAL HORIZON                    | GNCA-1353                            | GNCA-1354 | 25位            |
| 3rd        | 2014年7月23日  | REINCARNATION                       | GNCA-1412（BD付） GNCA-1413（DVD付） | GNCA-1414 | 21位            |
| 4th        | 2015年11月25日 | Mystical Flowers                    | GNCA-1473                            | GNCA-1474 | 27位            |
| ベスト     | 2017年9月27日  | MAON KUROSAKI BEST ALBUM -M.A.O.N.- | GNCA-1514                            | GNCA-1515 | 18位            |
| 5th        | 2019年6月19日  | Beloved One                         | GNCA-1538                            | GNCA-1539 | 24位            |

### 参加作品
| タイトル                                                     | 規格    | 備考 |
| ------------------------------------------------------------ | ------- | --- |
| 学園黙示録 HIGHSCHOOL OF THE DEAD オリジナルサウンドトラック | CD      | 2010年9月22日に発売されたテレビアニメ『学園黙示録 HIGHSCHOOL OF THE DEAD』のサウンドトラック。第1話エンディングテーマで同日発売された『H.O.T.D.』の収録曲「君と太陽が死んだ日」のショートバージョンが収録されている。                                                        |
| とある魔術の禁書目録II Original Sound Track 1                | CD      | 2011年1月26日に発売されたテレビアニメ『とある魔術の禁書目録II』のサウンドトラック第1弾。1stシングルの表題曲「Magic∞world」のテレビサイズが収録されている。 |
| とある魔術の禁書目録II Original Sound Track 2                | CD      | 2011年5月25日に発売されたテレビアニメ『とある魔術の禁書目録II』のサウンドトラック第2弾。2ndシングルの表題曲「メモリーズ・ラスト」のテレビサイズが収録されている。 |
| rainbow                                                      | CD      | 2011年7月27日に発売された『Animelo Summer Live -rainbow-』のテーマソング。 |
| Animelo Summer Live 2011 -rainbow- 8.28                      | Blu-ray | 2012年3月28日に発売された『Animelo Summer Live 2011 -rainbow-』から2日目の公演の模様を収めた映像作品。 |
| Animelo Summer Live 2011 -rainbow- 8.28                      | DVD     | 2012年3月28日に発売された『Animelo Summer Live 2011 -rainbow-』から2日目の公演の模様を収めた映像作品。 |
| 悠久ノ謳                                                     | CD      | 2012年7月18日に発売されたRayとのスプリットシングル。「十鬼の絆」が収録されている。 |
| オトメイトパーティー♪2012                                    | DVD     | 2012年12月21日に発売されたオトメイトのイベント『オトメイトパーティー♪2012』の映像作品。 |
| Animelo Summer Live 2012 -INFINITY∞- 8.26                    | Blu-ray | 2013年3月27日に発売された『Animelo Summer Live 2012 -INFINITY∞-』から2日目の公演の模様を収めた映像作品。 |
| Animelo Summer Live 2012 -INFINITY∞- 8.26                    | DVD     | 2013年3月27日に発売された『Animelo Summer Live 2012 -INFINITY∞-』から2日目の公演の模様を収めた映像作品。 |
| ラジオ ムンムンガンド Vol.3                                  | CD      | 2013年5月29日に発売されたヨルムンガンドのラジオ番組『ラジオ ムンムンガンド』のサウンドトラック。 |
| 花結ノ謳                                                     | CD      | 2013年7月31日に発売されたRayとのスプリットシングル。「千の焔」が収録されている。 |
| とある魔術の楽曲目録                                         | CD      | 2013年8月28日に発売されたテレビアニメ『とある魔術の禁書目録』と『とある魔術の禁書目録II』のサウンドトラック。1stシングルの表題曲「Magic∞world」と、2ndシングルの表題曲「メモリーズ・ラスト」、川田まみとのコラボレーションによる新録曲「Snap out of it!!」が収録されている。 |
| 薄桜鬼 黎明録 〜早春語り〜                                   | DVD     | 2013年10月25日に発売されたテレビアニメ『薄桜鬼 黎明録』のイベントの映像作品。 |
| オトメイトパーティー2013                                     | DVD     | 2013年12月20日に発売されたオトメイトのイベント『オトメイトパーティー2013』の映像作品。 |
| Disney Rocks!!! Girls Power!                                 | CD      | 2014年1月22日に発売されたウォルト・ディズニー・カンパニーのトリビュート・アルバム。リアレンジが施された「ホール・ニュー・ワールド」で参加している。 |
| Animelo Summer Live 2013 -FLAG NINE- 8.25                    | Blu-ray | 2014年3月26日に発売された『Animelo Summer Live 2013 -FLAG NINE-』から最終日の公演の模様を収めた映像作品。 |
| Animelo Summer Live 2013 -FLAG NINE- 8.25                    | DVD     | 2014年3月26日に発売された『Animelo Summer Live 2013 -FLAG NINE-』から最終日の公演の模様を収めた映像作品。 |
| master groove circle "NIJIIRO"                               | CD      | 2014年12月24日に発売されたI'veのオムニバス。1stシングルの表題曲「Magic∞world」のSilver mixと、1stシングルのカップリング曲「ANSWER」のDetermination mixが収録されている。 |
| Animelo Summer Live 2014 -ONENESS- 8.29                      | Blu-ray | 2015年3月25日に発売された『Animelo Summer Live 2014 -ONENESS-』から初日の公演の模様を収めた映像作品。 |
| Animelo Summer Live 2015 -THE GATE- 8.28                     | Blu-ray | 2016年3月30日に発売された『Animelo Summer Live 2015 -THE GATE-』から初日の公演の模様を収めた映像作品。 |
| ロック・イン・ディズニー 〜プリンセス・ソングス              | CD      | 2017年2月22日に発売されたウォルト・ディズニー・カンパニーのコンピレーション・アルバム。「ホール・ニュー・ワールド」で参加している。 |
| Animelo Summer Live 2016 刻-TOKI- 8.26                       | Blu-ray | 2017年3月29日に発売された『Animelo Summer Live 2016 刻-TOKI-』から初日と最終日の公演の模様を収めた映像作品。 |
| Animelo Summer Live 2016 刻-TOKI- 8.28                       | Blu-ray | 2017年3月29日に発売された『Animelo Summer Live 2016 刻-TOKI-』から初日と最終日の公演の模様を収めた映像作品。 |
| アニメ「Rewrite」Original SoundTrack                         | CD      | 2017年6月28日に発売されたテレビアニメ『Rewrite』のサウンドトラック。シングルの表題曲「Last Desire」のテレビサイズが収録されている。 |
| crossroads                                                   | CD      | 2017年10月4日に発売されたfripSideのスペシャルアルバム。「brave new world -crossroads version-」でゲストヴォーカリストとして参加。 |
| Animelo Summer Live 2017 -THE CARD- 8.27                     | Blu-ray | 2018年3月28日に発売された『Animelo Summer Live 2017 -THE CARD-』から最終日の公演の模様を収めた映像作品。 |
| NBCUniversal ANIME×MUSIC FESTIVAL〜25th ANNIVERSARY〜        | Blu-ray | 2018年8月29日に発売された『NBCUniversal ANIME×MUSIC FESTIVAL〜25th ANNIVERSARY〜』の公演の模様を収めた映像作品。 |

### 楽曲提供
- Ray
  - 契 -この広い広い、時空を越えて-（作詞）
  - 譫言 -沈みゆく私の-（作詞）
  - ひかり（作詞）
  - 始まりの朝（作詞）
  - You're my jewel（作詞）
- Luce Twinkle Wink☆
  - 恋のprologue*（作詞）
  - Twinkle ”5” stars!!☆（作詞）

### タイアップ曲
| 年     | 楽曲                                 | タイアップ先                                                                       |
| ------ | ------------------------------------ | ---------------------------------------------------------------------------------- |
| 2010年 | 君と太陽が死んだ日                   | テレビアニメ『学園黙示録 HIGHSCHOOL OF THE DEAD』ACT1エンディングテーマ            |
| 2010年 | color me dark                        | テレビアニメ『学園黙示録 HIGHSCHOOL OF THE DEAD』ACT2エンディングテーマ            |
| 2010年 | Return to Destiny                    | テレビアニメ『学園黙示録 HIGHSCHOOL OF THE DEAD』ACT3エンディングテーマ            |
| 2010年 | cold bullet blues                    | テレビアニメ『学園黙示録 HIGHSCHOOL OF THE DEAD』ACT4エンディングテーマ            |
| 2010年 | Memories of days gone by             | テレビアニメ『学園黙示録 HIGHSCHOOL OF THE DEAD』ACT5エンディングテーマ            |
| 2010年 | Under The Honey Shine                | テレビアニメ『学園黙示録 HIGHSCHOOL OF THE DEAD』ACT6エンディングテーマ            |
| 2010年 | fuss fuzz                            | テレビアニメ『学園黙示録 HIGHSCHOOL OF THE DEAD』ACT7エンディングテーマ            |
| 2010年 | The place of hope                    | テレビアニメ『学園黙示録 HIGHSCHOOL OF THE DEAD』ACT8エンディングテーマ            |
| 2010年 | 宝石のスパイ                         | テレビアニメ『学園黙示録 HIGHSCHOOL OF THE DEAD』ACT9エンディングテーマ            |
| 2010年 | THE last pain                        | テレビアニメ『学園黙示録 HIGHSCHOOL OF THE DEAD』ACT10エンディングテーマ           |
| 2010年 | Hollow Men                           | テレビアニメ『学園黙示録 HIGHSCHOOL OF THE DEAD』ACT11エンディングテーマ           |
| 2010年 | The Eternal Song                     | テレビアニメ『学園黙示録 HIGHSCHOOL OF THE DEAD』ACT12エンディングテーマ           |
| 2010年 | Magic∞world                          | テレビアニメ『とある魔術の禁書目録II』前期エンディングテーマ                       |
| 2010年 | ANSWER                               | PlayStation Portableゲーム『とある魔術の禁書目録』オープニングテーマ               |
| 2011年 | メモリーズ・ラスト                   | テレビアニメ『とある魔術の禁書目録II』後期エンディングテーマ                       |
| 2011年 | Best friends                         | OVA『学園黙示録 HIGHSCHOOL OF THE DEAD』エンディングテーマ                         |
| 2011年 | 夢幻 -a true love tale-              | OVA『薄桜鬼 雪華録』沖田編エンディングテーマ                                       |
| 2011年 | 風花 -The whisper of snow falling-   | OVA『薄桜鬼 雪華録』斎藤編エンディングテーマ                                       |
| 2011年 | 蘭 -The end of struggle-             | OVA『薄桜鬼 雪華録』原田編エンディングテーマ                                       |
| 2011年 | 光 -I promise you-                   | OVA『薄桜鬼 雪華録』藤堂編エンディングテーマ                                       |
| 2011年 | 真実 -The light lasting-             | OVA『薄桜鬼 雪華録』土方編エンディングテーマ                                       |
| 2011年 | VANISHING POINT                      | PCゲーム『LEGEND of CHUSEN 2 -新世界-』世界格闘大会日本代表テーマソング            |
| 2011年 | SCARS                                | OVA『HELLSING IX』エンディングテーマ                                               |
| 2012年 | 鳴り響いた鼓動の中で、僕は静寂を聴く | 映画『リアル鬼ごっこ3』主題歌                                                      |
| 2012年 | I'm still breathing...               | 映画『リアル鬼ごっこ4』主題歌                                                      |
| 2012年 | Just believe.                        | 映画『リアル鬼ごっこ5』主題歌                                                      |
| 2012年 | 十鬼の絆く                           | PlayStation Portableゲーム『十鬼の絆 〜関ヶ原奇譚〜』オープニングテーマ            |
| 2012年 | 黎鳴 -reimei-                        | テレビアニメ『薄桜鬼 黎明録』オープニングテーマ                                    |
| 2012年 | 比翼 -Contract with you-             | OVA『薄桜鬼 雪華録』風間編エンディングテーマ                                       |
| 2012年 | UNDER/SHAFT                          | テレビアニメ『ヨルムンガンド PERFECT ORDER』オープニングテーマ                     |
| 2013年 | Distrigger                           | スマートフォンゲーム『神狩デモンズトリガー』オープニングテーマ                     |
| 2013年 | 千ノ焔                               | PlayStation Portableゲーム『十鬼の絆 花結綴り』オープニングテーマ                  |
| 2013年 | X-encounter                          | テレビアニメ『東京レイヴンズ』前期オープニングテーマ                               |
| 2014年 | -Autonomy-                           | テレビアニメ『東京レイヴンズ』イメージソング                                       |
| 2014年 | 楽園の翼                             | テレビアニメ『グリザイアの果実』オープニングテーマ                                 |
| 2014年 | Scanning resolution                  | スマートフォンゲーム『メイデンクラフト』オープニングテーマ                         |
| 2015年 | 刹那の果実                           | テレビアニメ『グリザイアの楽園』オープニングテーマ                                 |
| 2015年 | ハーモナイズ・クローバー             | テレビアニメ『がっこうぐらし!』前期エンディングテーマ                              |
| 2015年 | アフターグロウ                       | テレビアニメ『がっこうぐらし!』後期エンディングテーマ                              |
| 2016年 | DEAD OR LIE（feat.TRUSTRICK）        | テレビアニメ『ダンガンロンパ3 -The End of 希望ヶ峰学園- 未来編』オープニングテーマ |
| 2016年 | Brand new,Standing wings             | パチンコ『CR東京レイヴンズ』収録楽曲                                               |
| 2016年 | VERMILLION                           | テレビアニメ『ドリフターズ』エンディングテーマ                                     |
| 2016年 | New world order                      | パチンコ『CR東京レイヴンズ』収録楽曲                                               |
| 2017年 | Last Desire                          | テレビアニメ『Rewrite』2ndシーズンオープニングテーマ                               |
| 2018年 | décadence -デカダンス-               | テレビアニメ『されど罪人は竜と踊る』エンディングテーマ                             |
| 2018年 | Gravitation                          | テレビアニメ『とある魔術の禁書目録III』前期オープニングテーマ                      |
| 2018年 | Hazy Moon                            | 映画『BLOOD- CLUB DOLLS 1』主題歌                                                  |
| 2019年 | ROAR                                 | テレビアニメ『とある魔術の禁書目録III』後期オープニングテーマ                      |
| 2019年 | 幻想の輪舞                           | OVA『グリザイア:ファントムトリガー THE ANIMATION』オープニングテーマ               |
| 2020年 | 君を救えるなら僕は何にでもなる       | テレビアニメ『禍つヴァールハイト -ZUERST-』オープニングテーマ                      |
| 2021年 | 絢爛 - I'll never forget you -       | OVA『薄桜鬼』第一章エンディングテーマ                                              |
| 2021年 | 朱華 - The like the Flowers -        | OVA『薄桜鬼』第二章エンディングテーマ                                              |
| 2021年 | 体温 - I'll be by my side forever -  | OVA『薄桜鬼』第三章エンディングテーマ                                              |
| 2022年 | more＜STRONGLY                       | テレビアニメ『転生したら剣でした』エンディングテーマ                               |

## 出演イベント
| 公演年 | 形態             | タイトル | 公演日・会場                                                                                   |
| ------ | ---------------- | --- | ---------------------------------------------------------------------------------------------- |
| 2010年 | 単独出演         | 「学園黙示録 HIGHSCHOOL OF THE DEAD」放送記念ライブ                                                              | 7/7 秋葉原ディアステージ (東京都)                                                              |
| 2010年 | 単独出演         | 「学園黙示録 HIGHSCHOOL OF THE DEAD」放送記念ライブ#2                                                            | 7/14 秋葉原ディアステージ (東京都)                                                             |
| 2010年 | 単独出演         | 「学園黙示録 HIGHSCHOOL OF THE DEAD」放送記念ライブ#3                                                            | 7/21 秋葉原ディアステージ (東京都)                                                             |
| 2010年 | 単独出演         | 「学園黙示録 HIGHSCHOOL OF THE DEAD」放送記念ライブ#4                                                            | 7/28 秋葉原ディアステージ (東京都)                                                             |
| 2010年 | 単独出演         | 「学園黙示録 HIGHSCHOOL OF THE DEAD」放送記念ライブ#5                                                            | 8/4 秋葉原ディアステージ (東京都)                                                              |
| 2010年 | 単独出演         | 「学園黙示録 HIGHSCHOOL OF THE DEAD」放送記念ライブ#6                                                            | 8/11 秋葉原ディアステージ (東京都)                                                             |
| 2010年 | 単独出演         | 「学園黙示録 HIGHSCHOOL OF THE DEAD」放送記念ライブ#7                                                            | 8/18 秋葉原ディアステージ (東京都)                                                             |
| 2010年 | 単独出演         | 「学園黙示録 HIGHSCHOOL OF THE DEAD」放送記念ライブ#8                                                            | 8/25 秋葉原ディアステージ (東京都)                                                             |
| 2010年 | 単独出演         | 「学園黙示録 HIGHSCHOOL OF THE DEAD」放送記念ライブ#9                                                            | 9/1 秋葉原ディアステージ (東京都)                                                              |
| 2010年 | 単独出演         | 「学園黙示録 HIGHSCHOOL OF THE DEAD」放送記念ライブ#10                                                           | 9/8 秋葉原ディアステージ (東京都)                                                              |
| 2010年 | 単独出演         | 「学園黙示録 HIGHSCHOOL OF THE DEAD」放送記念ライブ#11                                                           | 9/15 秋葉原ディアステージ (東京都)                                                             |
| 2010年 | 単独出演         | 「学園黙示録 HIGHSCHOOL OF THE DEAD」放送記念ライブ#12                                                           | 9/22 秋葉原ディアステージ (東京都)                                                             |
| 2010年 | ゲスト出演       | 電撃GENEONミュージックフェス                                                                                     | 9/26 JCB HALL (東京都)                                                                         |
| 2010年 | ゲスト出演       | TIMMアニメソングライブ                                                                                           | 10/28 品川ステラボール (東京都)                                                                |
| 2010年 | ゲスト出演       | ANIMAX MUSIX FALL 2010                                                                                           | 11/3 横浜アリーナ (神奈川県)                                                                   |
| 2010年 | ゲスト出演       | リスアニ! LIVE 2010                                                                                              | 12/19 東京国際フォーラム・ホールA (東京都)                                                     |
| 2011年 | ゲスト出演       | DK Anime ComplexFes 2011                                                                                         | 1/23 Zepp Tokyo (東京都)                                                                       |
| 2011年 | ゲスト出演       | A-FES-アニソンフェスティバル-                                                                                    | 3/26 幕張メッセ・国際展示場9-11ホール (千葉県)                                                 |
| 2011年 | ゲスト出演       | A-FES-アニソンフェスティバル-                                                                                    | 3/27 幕張メッセ・国際展示場9-11ホール (千葉県)                                                 |
| 2011年 | ゲスト出演       | オリコン公式アニメフル presents「ぷち☆ぱに〜」マジか!?で聴きたい歌がある〜                                       | 5/1 Mt.RAINIER HALL SHIBUYA PLEASURE PLEASURE (東京都)                                         |
| 2011年 | ゲスト出演       | 東京大学〜オモシロキコトモナキ世ヲオモシロク〜五月祭ステージ企画「東大Produce Project!!〜0.5人前の夢の育て方〜」 | 5/28 安田講堂前ステージ (東京都)                                                               |
| 2011年 | ゲスト出演       | アニメ・エキスポ                                                                                                 | 7/1-7/4 ロサンゼルス・コンベンション・センター (アメリカ合衆国・カリフォルニア州 ロサンゼルス) |
| 2011年 | ゲスト出演       | リスアニ! CIRCUIT Vol.01                                                                                         | 7/8 SHIBUYA AX (東京都)                                                                        |
| 2011年 | ゲスト出演       | Animelo Summer Live 2011年 -rainbow-                                                                             | 8/28 さいたまスーパーアリーナ (埼玉県)                                                         |
| 2011年 | ゲスト出演       | 2hライブ | 9/18 新宿BLAZE (東京都)                                                                        |
| 2011年 | ゲスト出演       | 東日本大震災復興祭2011〜子供たちの未来のために〜                                                                 | 10/30 国立代々木競技場・第二体育館 (東京都)                                                    |
| 2011年 | ゲスト出演       | リスアニ! LIVE 2011                                                                                              | 12/4 日本武道館 (東京都)                                                                       |
| 2012年 | ゲスト出演       | AL JAM supported by @JAM                                                                                         | 1/28 吉祥寺CLUB SEATA (東京都)                                                                 |
| 2012年 | ゲスト出演       | 薄桜鬼 雪華録 アニメイト購入者イベント                                                                           | 2/26 パシフィコ横浜・国立大ホール (神奈川県)                                                   |
| 2012年 | ゲスト出演       | A-FES 2012 | 3/24 幕張メッセ・国際展示場9-11ホール (千葉県)                                                 |
| 2012年 | ゲスト出演       | 代々木アニメーション学院・代々木キャンパス体験入学                                                               | 4/15 代々木アニメーション学院・代々木キャンパス (東京都)                                       |
| 2012年 | ゲスト出演       | アニメ・フェスティバル・アジア 2012                                                                              | 6/9 プトラ・ワールド・トレード・センター (マレーシア・クアラルンプール)                        |
| 2012年 | ゲスト出演       | 吉岡亜衣加コンサート in 日本青年館2012 〜薄桜鬼 歌響の宴〜                                                       | 6/10 日本青年館 (東京都)                                                                       |
| 2012年 | ゲスト出演       | オトメイトパーティー2012                                                                                         | 8/4 東京国際フォーラム・ホールA (東京都)                                                       |
| 2012年 | ゲスト出演       | Animelo Summer Live 2012 -INFINITY∞-                                                                             | 8/26 さいたまスーパーアリーナ (埼玉県)                                                         |
| 2012年 | ジョイントライブ | 筑波大現代視覚文化研究会主催『栗林みな実×黒崎真音 LIVE MEMORIES』                                                | 10/6 筑波大学筑波キャンパス・講堂 (茨城県)                                                     |
| 2012年 | ゲスト出演       | AMW 20th Anniversary DENGEKI MUSIC LIVE!! BATTLE STAGE                                                           | 10/20 幕張メッセ・イベントホール (千葉県)                                                      |
| 2012年 | ゲスト出演       | ANIMAX MUSIX 2012 supported by スカパー!                                                                         | 11/23 横浜アリーナ (神奈川県)                                                                  |
| 2012年 | 単独出演         | ANIMAX MUSIX CAFÉ 黒崎真音クリスマストークショー                                                                 | 12/22 ANIMAX MUSIX CAFÉ (福岡県)                                                               |
| 2013年 | ゲスト出演       | リスアニ! LIVE 3 SUNDAY STAGE                                                                                    | 1/27 日本武道館 (東京都)                                                                       |
| 2013年 | ツーマンイベント | アリオライブセレクション Vol.37                                                                                  | 3/9 アリオ川口1階センターコート屋内イベントステージ (埼玉県)                                   |
| 2013年 | ゲスト出演       | アニうたKITAKYUSHU×A3 2013                                                                                       | 3/16 北九州メディアドーム (福岡県)                                                             |
| 2013年 | ゲスト出演       | ブシロードカードゲームLIVE2013                                                                                   | 3/24 グランキューブ大阪・メインホール (大阪府)                                                 |
| 2013年 | ツーマンイベント | アリオ・ライブ・セレクション Vol.20 tvk制作『ありがとッ!』公開録画ライブ                                         | 5/18 アリオ橋本 (神奈川県)                                                                     |
| 2013年 | ゲスト出演       | オトメイトパーティー2013                                                                                         | 6/9 東京国際フォーラム・ホールA (東京都)                                                       |
| 2013年 | ゲスト出演       | 石川智晶&黒崎真音【逆光・風花】アニメソングコンサート                                                            | 6/30 上海商城劇院 (中華人民共和国・上海市)                                                     |
| 2013年 | ゲスト出演       | 『MAG・ネットリターンズSP 真夏の復活祭inアキバ』公開収録                                                         | 8/10 ベルサール秋葉原 (東京都)                                                                 |
| 2013年 | ゲスト出演       | Animelo Summer Live 2013 -FLAG NINE-                                                                             | 8/25 さいたまスーパーアリーナ (埼玉県)                                                         |
| 2013年 | ツーマンイベント | 台北A-LIVE | 9/29 台北Neo Studio展演館 (台湾・台北市)                                                       |
| 2013年 | ゲスト出演       | とある魔術と科学の詠唱祝祭(サウンドパーティー) in YOKOHAMA                                                       | 10/27 横浜みなとみらいホール・大ホール (神奈川県)                                              |
| 2013年 | ツーマンイベント | 筑波大学学園祭「雙峰祭」Best Friends〜真音と紗花で奏でるストーリー〜                                             | 11/3 筑波大学筑波キャンパス・講堂 (茨城県)                                                     |
| 2013年 | ゲスト出演       | ANIMAX MUSIX 2013 supported by スカパー!                                                                         | 11/23 横浜アリーナ (神奈川県)                                                                  |
| 2014年 | 単独出演         | RADIO RONDO ROBE〜MY ON AIR〜 in AnimeJapan2014                                                                  | 3/22 東京ビッグサイト・東展示棟第5ホール J13NBCユニバーサルブース (東京都)                     |
| 2014年 | ゲスト出演       | ニコニコ超会議3                                                                                                  | 4/27 幕張メッセ・国際展示場1-8ホール (千葉県)                                                  |
| 2014年 | ゲスト出演       | バンコクコミックコン2014                                                                                         | 7/5 ロイヤルパラゴンホール (タイ・バンコク)                                                    |
| 2014年 | ゲスト出演       | Anison Dream Stage 2014                                                                                          | 7/18 九龍灣國際展貿中心6樓展貿廳3 (香港・九龍湾)                                               |
| 2014年 | ゲスト出演       | Animelo Summer Live 2014 -ONENESS-                                                                               | 8/29 さいたまスーパーアリーナ (埼玉県)                                                         |
| 2014年 | ゲスト出演       | アニソン野外ライブ「アニフォレ」                                                                                 | 9/15 札幌芸術の森・野外ステージ (北海道)                                                       |
| 2014年 | ゲスト出演       | TOWER RECORDS 35th Anniversary Live! EBISU 6DAYS DAY.5〜アニ☆ソン! NO ANIME, NO LIFE.〜                          | 11/21 恵比寿LIQUIDROOM (東京都)                                                                |
| 2015年 | ゲスト出演       | リスアニ! LIVE 5 SATURDAY STAGE                                                                                  | 1/24 日本武道館 (東京都)                                                                       |
| 2015年 | ゲスト出演       | animeloLIVE! Presents アニソンCLUB!-R vol.03                                                                     | 2/6 ニコファーレ (東京都)                                                                      |
| 2015年 | ゲスト出演       | SPACE SHOWER SOCIUS                                                                                              | 2/7 渋谷WWW (東京都)                                                                           |
| 2015年 | ゲスト出演       | ANIMAX MUSIX 2015 OSAKA                                                                                          | 2/28 オリックス劇場 (大阪府)                                                                   |
| 2015年 | ゲスト出演       | AJ Night | 3/20 Zepp Tokyo (東京都)                                                                       |
| 2015年 | 単独出演         | RADIO RONDO ROBE〜MY ON AIR〜 in AnimeJapan2015                                                                  | 3/22 東京ビッグサイト・東展示棟第5ホール J12NBCユニバーサルブース (東京都)                     |
| 2015年 | ゲスト出演       | リスアニ! CIRCUIT Vol.06                                                                                         | 3/28 京都FANJ (京都府)                                                                         |
| 2015年 | 単独出演         | コロッケ倶楽部×ANIMAX MUSIX presents ANIMAX MUSIX Special Day                                                    | 3/29 コロッケ倶楽部 アサノパティオ (福岡県)                                                    |
| 2015年 | ゲスト出演       | ニコニコ超会議2015                                                                                               | 4/26 幕張メッセ・国際展示場1-11ホール、イベントホール (千葉県)                                 |
| 2015年 | ゲスト出演       | Animelo Summer Live 2015 -THE GATE-                                                                              | 8/28 さいたまスーパーアリーナ (埼玉県)                                                         |
| 2015年 | ゲスト出演       | 玉置成実 presents『MUSIC HOLIC vol.3 -ANIME HALLOWEEN-』                                                         | 10/30 東京キネマ倶楽部 (東京都)                                                                |
| 2015年 | ゲスト出演       | ZIP-FM「SCK」presents ナゴヤサブカルスーパーライブ! 2015                                                         | 12/23 名古屋DIAMOND HALL (愛知県)                                                              |
| 2016年 | ゲスト出演       | ANIMAX MUSIX 2016 OSAKA                                                                                          | 2/13 グランキューブ大阪・メインホール (大阪府)                                                 |
| 2016年 | ゲスト出演       | HAMURAアニソンライブ                                                                                             | 2/28 羽村市生涯学習センターゆとろぎ・大ホール (東京都)                                         |
| 2016年 | ゲスト出演       | ANISON HISTORY Japan!!                                                                                           | 3/30 NHKホール (東京都)                                                                        |
| 2016年 | ゲスト出演       | JOYSOUND presents カオスフェス2016 supported by ヴィレッジヴァンガード                                           | 5/8 チームスマイル豊洲PIT (東京都)                                                             |
| 2016年 | ゲスト出演       | ナゴヤアニソンフェス2016in名古屋城                                                                               | 8/6 名古屋城二之丸広場・特設野外ステージ (愛知県)                                              |
| 2016年 | ゲスト出演       | Animelo Summer Live 2016 刻-TOKI-                                                                                | 8/28 さいたまスーパーアリーナ (埼玉県)                                                         |
| 2016年 | ゲスト出演       | 第58回京都大学11月祭Special Live                                                                                 | 11/20 京都大学吉田キャンパス・おまつり広場特設ステージ (京都府)                                |
| 2016年 | ゲスト出演       | ANIMAX MUSIX 2016 YOKOHAMA                                                                                       | 11/23 横浜アリーナ (神奈川県)                                                                  |
| 2016年 | ゲスト出演       | リスアニ! LIVE TAIWAN Supported by 戰鬥女子學園                                                                  | 12/3 台北国際会議センター (台湾・台北市)                                                       |
| 2017年 | ゲスト出演       | リスアニ! LIVE 2017 SUNDAY STAGE                                                                                 | 1/29 日本武道館 (東京都)                                                                       |
| 2017年 | ゲスト出演       | かなざわアニメソングフェス2017                                                                                   | 2/26 北陸電力会館 本多の森ホール (石川県)                                                      |
| 2017年 | 単独出演         | 「黒崎さんちでザキャッチ！」イベント                                                                             | 3/25 東京ビッグサイト・東展示棟第5ホール J63NBCユニバーサルブース (東京都)                     |
| 2017年 | ゲスト出演       | 京都アニソンスペシャルライブ2017 presented by KBS京都                                                            | 6/18 KBSホール (京都府)                                                                        |
| 2017年 | ゲスト出演       | TMAFスペシャルステージ2017                                                                                       | 6/25 洞爺湖文化センター (北海道)                                                               |
| 2017年 | ゲスト出演       | Animelo Summer Live 2017 -THE CARD-                                                                              | 8/27 さいたまスーパーアリーナ (埼玉県)                                                         |
| 2017年 | ゲスト出演       | KRYギュッ!と恋する オンガクFES 2017                                                                              | 10/8 スターピアくだまつ・大ホール (山口県)                                                     |
| 2018年 | ゲスト出演       | DENGEKI 25th Anniversary DENGEKI MUSIC LIVE!! 2018                                                               | 1/8 幕張メッセ・イベントホール (千葉県)                                                        |
| 2018年 | ゲスト出演       | NBCUniversal ANIME×MUSIC FESTIVAL 2018〜25th ANNIVERSARY〜                                                       | 2/3 さいたまスーパーアリーナ (埼玉県)                                                          |
| 2018年 | ゲスト出演       | ANIMAX MUSIX 2018 OSAKA                                                                                          | 3/3 大阪城ホール (大阪府)                                                                      |
| 2018年 | ゲスト出演       | ANIMAX MUSIX 2018 Guangzhou                                                                                      | 4/21 広州体育館1号館 (中国・広州市)                                                            |
| 2018年 | ゲスト出演       | Asia Comic Con I LOVE ANISONG コンサート                                                                         | 6/9 ロイヤルパラゴンホール (タイ・バンコク)                                                    |
| 2018年 | ゲスト出演       | NBCUniversal ANIME×MUSIC FESTIVAL 2018〜AFTER PARTY〜                                                            | 6/24 市川市文化会館・大ホール (千葉県)                                                         |
| 2018年 | ゲスト出演       | Animelo Summer Live 2018 -OK!-                                                                                   | 8/24 さいたまスーパーアリーナ (埼玉県)                                                         |
| 2018年 | ゲスト出演       | 超アニソンライブ2018 supported by がたふぇす                                                                     | 10/20 新潟県民会館・大ホール (新潟県)                                                          |
| 2018年 | ゲスト出演       | 京 Premium Live 2018                                                                                             | 11/10 ロームシアター京都・メインホール (京都府)                                                |
| 2018年 | ゲスト出演       | ANIMAX MUSIX 2018 YOKOHAMA                                                                                       | 11/17 横浜アリーナ (神奈川県)                                                                  |
| 2022年 | ゲスト出演       | ナガノアニエラフェスタ 20〜22                                                                                    | 9/18 駒場公園（長野県）                                                                        |

## 出演メディア

### ラジオ
※はインターネット配信。
- A&G ARTIST ZONE 黒崎真音の2h（2010年 - 2011年、超!A&G+※）
- RADIO RONDO ROBE〜MK.Labo〜（2012年 - 2013年、超!A&G+※）
  - RADIO RONDO ROBE〜MY ON AIR〜（2013年 - 2015年、超!A&G+※）
  - 黒崎真音のRADIO RONDO ROBE〜妄想王女の単独電波〜（2015年 - 2017年、超!A&G+※）
- 黒崎さんち（2017年 - 2019年、超!A&G+※）[35]
- 黒崎真音のまおんナビ!（2019年、超!A&G+※）

### テレビ
- アニぱら音楽館（2011年11月 - 2014年1月）

### テレビアニメ
- がっこうぐらし!（第6話） - 女子生徒 役

### 映画
- BLOOD-CLUB DOLLS 1（2018年） - 有栖川みちる 役
  - BLOOD-CLUB DOLLS 2（2020年） - 有栖川みちる 役

### 舞台
- PREMIUM 3D MUSICAL『英雄伝説 閃の軌跡』（2017年1月、Zeppブルーシアター六本木） - アリサ・ラインフォルト 役[36]

## 書籍
- 北野勇作：著 『メイド・ロード・リロード』（メディアワークス文庫、2010年4月26日初版発行） - 巻頭グラビアモデル、ISBN 978-4-04-868534-4